# Go-Toba
L'emperador Go-Toba (后 鸟羽 天皇, Go-Toba-Tennō, 6 d'agost del 1180 - 28 de març del 1239) va ser el 82è emperador del Japó, segons l'ordre tradicional de successió. Va regnar entre els anys 1183 i 1198. Abans de ser ascendit al Tron de Crisantem, el seu nom personal (imina) era Príncep Imperial Takahiro (尊 成 亲王, Takahiro-shinnō). També va ser conegut com a Príncep Imperial Takanari.